# Marino Fattori
Marino Fattori (Cailungo, Borgo Maggiore, 25 de marzo de  1832 – San Marino, 27 de abril de 1896) fue un escritor y político sanmarinés.  Fue capitán regente en 1873, 1882, 1887 y 1893.
Estudió veterinaria en la Universidad de Bolonia además de cursos de latín y griego. Trabajó como profesor y publicó Ricordi storici della republica di S. Marino (1869).